# Прибрежные крабы
Прибрежные крабы (лат. Grapsidae) — семейство десятиногих раков из инфраотряда крабов (Brachyura).

## Описание
Всесветно распространённые мелкие крабы (ширина тела 4—6 см). Всеядные. Карапакс угловатый, почти прямоугольный. Передняя часть карапакса между глазами без зубцов и без рострума. Передняя часть тела широкая, глаза на коротких стебельках. Встречаются в разнообразных условиях (пелагические, прибрежные, наземные), некоторые развиваются в наполненных водой листьях бромелиевых.

## Классификация
10 родов и около 40 видов. Часть видов, ранее принадлежавших к Grapsidae, теперь относятся к семействам Varunidae и Plagusiidae.
- Geograpsus Stimpson, 1858 — 5 видов
- Goniopsis De Haan, 1833 — 3 вида
- Grapsus Lamarck, 1801 — 8 видов
- Leptograpsodes Montgomery, 1931 — 1 вид
- Leptograpsus H. Milne Edwards, 1853 — 1 вид
- † Litograpsus Schweitzer & Karasawa, 2004 — 1 вид
- Metopograpsus H. Milne Edwards, 1853 — 6 видов
- † Miograpsus Fleming, 1981 — 1 вид
- Pachygrapsus Randall, 1840 — 14 видов
- Planes Bowdich, 1825 — 3 вида